# جون بانيم
كان جون بانيم (3 أبريل 1798 – 30 أغسطس 1842)، روائيًا أيرلنديًا وكاتب قصص قصيرة وكاتبًا مسرحيًا وشاعرًا وكاتب مقالات، يطلق عليه أحيانًا اسم «سكوت أيرلندا». درس الفن، وعمل رسامًا للمنمنمات واللوحات، وعمل مدرّسًا للرسم، قبل أن يكرس نفسه للأدب.

## نشأته
ولد جون بانيم في كيلكيني، أيرلندا. في سن الرابعة، أرسله والداه إلى مدرسة محلية حيث تعلم أساسيات القراءة وقواعد اللغة. في سن الخامسة، أُرسل بانيم إلى الأكاديمية الإنجليزية في كيلكيني حيث كان أخوه الأكبر مايكل (1796-1874) طالبًا. وُصفت هذه المدرسة في رواية مايكل كونيم الأب كونيل. ويعتقد أنها كانت موجودة في روث هاوس. بعد خمس سنوات في الأكاديمية الإنجليزية، أُرسل جون بانيم إلى معهد ديني يديره ريفيرنت ماغرات، التي تُعتبر من أفضل مدارس الكنيسة الرومانية الكاثوليكية في أيرلندا. بعد عام في المعهد الديني، انتقل بانيم إلى أكاديمية أخرى يديرها معلم يدعى تيرينس دويل.
طوال سنوات دراسته، قرأ بانيم بنهم وكتب قصصه وقصائده الخاصة. عندما كان صبيًا، اخترع تقليدًا لعيد ميلاده حيث كان يجمع كل كتاباته من العام السابق، ويعيد قراءتها بشكل نقدي، ثم يحرق تلك التي وجدها ناقصة. عندما كان في العاشرة من عمره، زار بانيم الشاعر توماس مور، حاملًا معه بعضًا من شعره في مخطوطة. شجع مور بانيم على مواصلة الكتابة وأعطاه تذكرة موسمية لمسرحه الخاص في كيلكيني، حيث كان مور نفسه مؤديًا مسرحيًا  في ذلك الوقت.
في سن الثالثة عشرة، ارتاد بانيم كلية كيلكيني، حيث كرس نفسه خصيصًا للرسم وفن رسم الأشخاص. تابع تعليمه الفني لمدة عامين في مدارس جمعية دبلن الملكية، وبعد ذلك درس الرسم في كيلكيني.
سرعان ما وقع بانيم في حب إحدى تلاميذه، وهي فتاة تبلغ من العمر 17 عامًا تدعى آن. ومع ذلك، رفض والدا الفتاة علاقتهما وأبعداها عن المدينة. توفيت آن بعد شهرين بسبب مرض السل. تركت وفاتها انطباعًا عميقًا في بانيم، الذي عانت صحته بشدة وبشكل دائم.

## إرثه
تكمن قوته في تحديد شخصيات الطبقات الدنيا الأيرلندية، والدوافع، التي غالبًا ما تكون مضللة وإجرامية، والتي يتأثرون بها، وفي هذا أظهر قوة ملحوظة.

يقول تقييم في موسوعة بريتانيكا الحادية عشرة (1911) ما يلي:
يجب تقدير المكان الحقيقي لعائلة بانيم في الأدب بدءًا من وقائع حكايات أوهارا. إن أعمالهم اللاحقة، على الرغم من قدرتهم الكبيرة، تكون في بعض الأحيان مُفَصّلة وتتميز بتقليد واضح لروايات ويفرلي. على أي حال، تُعد الحكايات من روائع الترسيم المخلص. نادرًا ما صُورت العواطف القوية، وأضواء وظلال شخصية الفلاحين الإيرلنديين على هذا النحو من الكفاءة والصدق. الحوادث لافتة للنظر، بل مروعة في بعض الأحيان، واتُهم المؤلفون بالمبالغة في محاولة إضفاء التأثير الميلودرامي. الجانب الأخف والأكثر بهجة من الشخصية الأيرلندية، والذي يظهر بقوة لدى صموئيل لوفر، لا يحظى باهتمام كبير من قِبل عائلة بانيم.

## روابط خارجية
- جون بانيم على موقع الموسوعة البريطانية (الإنجليزية)